# Seven (Lisa Stansfield-album)
A Seven Lisa Stansfield brit énekes-dalszerző 7. stúdióalbuma, mely 2014. január 31-én jelent meg. Az albumról három kislemez a "Can't Dance", "Carry On", és a "So It Be" jelent meg, valamint ennek kapcsán Stanfield Seven Tour turnéja mely 2013 és 2014 között zajlott Európában.
A "Seven+" című album 2014 októberében jelent meg, és tartalmazza a "There Goes My Heart" című dalt, és tizenöt remixet. Az Egyesült Királyságban dupla albumként jelent meg, az eredeti dalokkal együtt. Európában "Seven+" önálló albumként került a boltokba. A Lisa Stansfield című albumot, és a koncertet a "Seven Tour" során rögzítették, és 2015. augusztus 28-án jelent meg.

## Előzmények és megjelenés
Az előző album "The Moment" kiadása után Stansfield színészi tevékenységekre összpontosított. 2005 közepén játszott a Monkey Trousers című komédiában, majd 2006-ban a Goldpated című dráma sorozatban láthatták a nézők, melyben Trinny Jamiesont játszotta. 2007 szeptemberében egy másik televíziós sorozatban tűnt fel az énekesnő, az Agatha Christie Marple-ban, ahol Marry Durrant szerepét játszotta az Innocence Ordeal című epizódban. Később mint szinkronszínészként is kipróbálhatta magát a Quest for a Heart című finn animációs film angol változatában, ahol Millie a manó karakterét szinkronizálta. Ezután felvette a "Quest for a Heart" című dalt, melyet Charlie Mole és Lee Hall írtak. A dal Ali Thomsonnal együttműködve készült. 2007-ben Stansfield játszott a The Edge of Love című brit romantikus drámafilmben, melynek John Maybury volt  rendezője. A Keira Knightley, Sienna Miller, Cillian Murphy, és Matthew Rhys által bemutatott film premierje 2008 júniusában volt, ahol Ruth Williams szerepét játszotta. 2009 közepén a Nick Mead féle Street Shuffle című dokumentumfilmben játszott. 2012-ben Stansfield szerepet kapott a Northern Soul című doku-dráma sorozatban, mely a társadalmi jelenségről, és ennek jelentőségéről, valamint a tánc és zene mozgalmáról szól. A film 2014 októberében jelent meg.
Stansfield három évtizedes szólókarrierje során több mint 20 millió lemez eladásával büszkélkedhet, és tíz nemzetközi slágere volt, többek között a Change, All Woman, Someday (I'm Coming Back) és más dalok. Ezek alapján Grammy-díjra jelölték, valamint több brit díj, többek között az Ivor Novello és Silver Clef díjakra volt jogosult. Ezekből ez utóbbin sikerült nyernie. 2012-ben visszatért a stúdióba, hogy felvegye következő albumát, melyet hosszú ideig írt együtt férjével Ian Devaney-val. Az albumhoz kapcsolódó turné  Seven Tour címmel 2013 május végén indult, és következő év novemberéig tartott. 2013 augusztusában bejelentette, hogy hetedik stúdióalbuma a "Seven" címet fogja viselni, és októberben meg is jelenik. Azonban október 13-án Stansfield közölte a Facebookon, hogy a megjelenési dátum változik, így csak 2014 januárjában jelenik meg. Január 31-én az album megjelent Európában, és február 14-én az Egyesült Királyságban is kiadták. 2014 októberében kibővített kiadással megjelent az album "Seven+" címmel.

## Tartalom
A "Seven" című albumot Ian Devaney és Stansfield írták az Egyesült Királyságban, mely olyan dalokat tartalmaz, mint a "Can't Dance", "The Rain", "Stupid Heart", "Conversation", "The Crown" "So Be It" és a "Picket Fence". A dalokat Los Angelesben, és Manchesterben vették fel. Stansfield John Robinsonnal és Jerry Hey-jel dolgozott együtt. Ők dolgoztak együtt Michael Jackson Off the Wall, Thriller és "Bad" című albumain is. A "The Times" kritikusa azt írta, hogy Stansfield hangja még mindig a legmeghatározóbb a soul-pop világában. Az album jelképezi a visszatérését a nemzetközi piacra, és megerősíti, hogy az Egyesült Királyság egyetlen legfontosabb előadója. A Deluxe kiadás tartalmazza Stansfield korábbi dalainak élő változatát, amelyeket a 2012. november 20-i Manchesteri koncerten rögzítettek, valamint a "You Can't Deny It" című dal új változata is megtalálható a lemezen, melyet férje Ian Devaney mixelt.
2014 októberében az album "Seven+" címmel ismét megjelent az Egyesült Királyságban 2014. október 20-án egy dupla lemezes kiadványként, ahol az eredeti dalok mellett a "There Goes My Heart" című dal is megtalálható volt, valamint tizenöt remix is hallható az albumon, melyeket Cahill , Moto Blanco , Snowboy , Andy Lewis , Opolopo, Cool Million és Soul Talk remixelt.

## Kritikák
A "Seven" kedvező értékelést kapott a kritikusoktól. A TheGayUK - Chris Jones elmondta: Tíz év után Stansfield visszatért a rivaldafénybe, de megérte a várakozást. A "Seven" Lisa 7. albuma 10 dalt tartalmaz, melyen lehet sírni, táncolni, és örülni is. A Daily Expresstől Stephen Unwin azt mondta: A tíz év kihagyás után Lisa visszatért. 2012 végén látott néhány teltházas koncertet tőle, csakhogy mindenki tudja, hogy a hangja még mindig gerinc-bizsergő hatású, és a lemezen található dalok nagyszerűek.

## Sikerek
Az album 2014 február közepén debütált a slágerlistákon. Az Egyesült Királyságban és Németországban a 13. míg Ausztriában a 25, Csehországban a 32., Svájcban a 42. A "Seven" című album meghaladta Standfield korábbi lemezeinek eladását. A "Face Up" (36. 2001-ben), a "The Moment" (57. 2004-ben), a maga 13 dalával. (5930 eladás). Mindhárom első stúdióalbuma Top 10-es helyezés volt az Egyesült Királyságban, és az 1997-es "Lisa Stansfield" című album a 2. helyezés volt 2014ben, mely elérte a dupla ezüst minősítést, mely 60.000 példányszámú eladást jelentett Európában.

## Számlista
| #   | Cím          | Szerző(k)                    | Producer(ek)          | Hossz |
| --- | ------------ | ---------------------------- | --------------------- | ----- |
| 1.  | Can't Dance  | Lisa Stansfield, Ian Devaney | Devaney, Jerry Hey    | 4:14  |
| 2.  | Why          | Stansfield, Devaney          | Devaney, Hey          | 3:08  |
| 3.  | So Be It     | Stansfield, Devaney          | Devaney               | 4:07  |
| 4.  | Stupid Heart | Stansfield                   | Devaney               | 3:51  |
| 5.  | The Crown    | Stansfield, Devaney          | Devaney, Peter Mokran | 3:39  |
| 6.  | Picket Fence | Stansfield, Devaney          | Devaney, Hey          | 3:57  |
| 7.  | The Rain     | Stansfield, Devaney          | Devaney, Hey          | 3:53  |
| 8.  | Conversation | Stansfield                   | Devaney               | 4:22  |
| 9.  | Carry On     | Stansfield, Devaney          | Devaney, Snowboy      | 4:07  |
| 10. | Love Can     | Stansfield, Devaney          | Devaney               | 3:42  |

| 11. | You Can't Deny It (24/7)                       | Stansfield, Devaney, Andy Morris | Devaney | 4:22 |
| 12. | Set Your Loving Free (Live in Manchester)      | Stansfield, Devaney, Morris      | Devaney | 4:03 |
| 13. | Time to Make You Mine (Live in Manchester)     | Stansfield, Devaney, Morris      | Devaney | 4:56 |
| 14. | Someday (I'm Coming Back) (Live in Manchester) | Stansfield, Devaney, Morris      | Devaney | 4:45 |

| 1.  | Can't Dance         | Stansfield, Devaney | Devaney, Hey     | 4:14 |
| 2.  | Why                 | Stansfield, Devaney | Devaney, Hey     | 3:08 |
| 3.  | So Be It            | Stansfield, Devaney | Devaney          | 4:07 |
| 4.  | Stupid Heart        | Stansfield          | Devaney          | 3:51 |
| 5.  | The Crown           | Stansfield, Devaney | Devaney, Mokran  | 3:39 |
| 6.  | Picket Fence        | Stansfield, Devaney | Devaney, Hey     | 3:57 |
| 7.  | The Rain            | Stansfield, Devaney | Devaney, Hey     | 3:53 |
| 8.  | Conversation        | Stansfield          | Devaney          | 4:22 |
| 9.  | Carry On            | Stansfield, Devaney | Devaney, Snowboy | 4:07 |
| 10. | Love Can            | Stansfield, Devaney | Devaney          | 3:42 |
| 11. | There Goes My Heart | Stansfield, Devaney | Devaney          | 4:16 |

| 1.  | Can't Dance (Cool Million 83 Mix)                               | Stansfield, Devaney         | Devaney, Hey     | 5:23 |
| 2.  | So Be It (SoulTalk Remix)                                       | Stansfield, Devaney         | Devaney          | 4:11 |
| 3.  | There Goes My Heart (Cool Million Goldchain + Moustarche Remix) | Stansfield, Devaney         | Devaney          | 4:17 |
| 4.  | Carry On (Andy Lewis Remix)                                     | Stansfield, Devaney         | Devaney, Snowboy | 3:49 |
| 5.  | Can't Dance (Snowboy Vintage Funk Remix)                        | Stansfield, Devaney         | Devaney, Hey     | 5:32 |
| 6.  | Picket Fence (Opolopo Mix)                                      | Stansfield, Devaney         | Devaney, Hey     | 5:56 |
| 7.  | Love Can (Snowboy Remix)                                        | Stansfield, Devaney         | Devaney          | 8:36 |
| 8.  | You Can't Deny It (24/7)                                        | Stansfield, Devaney, Morris | Devaney          | 4:22 |
| 9.  | The Crown (Cool Million Remix)                                  | Stansfield, Devaney         | Devaney, Mokray  | 4:11 |
| 10. | There Goes My Heart (Heartful Dodger Remix)                     | Stansfield, Devaney         | Devaney          | 6:01 |
| 11. | Can't Dance (Moto Blanco Edit)                                  | Stansfield, Devaney         | Devaney, Hey     | 3:30 |
| 12. | So Be It (Cahill Remix)                                         | Stansfield, Devaney         | Devaney          | 6:09 |
| 13. | There Goes My Heart (Cool Million Remix)                        | Stansfield, Devaney         | Devaney          | 4:40 |
| 14. | Can't Dance (Cool Million 81 Xtended Mix)                       | Stansfield, Devaney         | Devaney, Hey     | 6:15 |
| 15. | Can't Dance (Snowboy Club Remix)                                | Stansfield, Devaney         | Devaney, Hey     | 4:48 |

| 1.  | There Goes My Heart                                               | Stansfield, Devaney         | Devaney          | 4:16 |
| 2.  | Can't Dance (Cool Million 83 Mix)                                 | Stansfield, Devaney         | Devaney, Hey     | 5:23 |
| 3.  | So Be It (SoulTalk Remix)                                         | Stansfield, Devaney         | Devaney          | 4:11 |
| 4.  | There Goes My Heart (Cool Million Goldchain + Moustarche Remix)   | Stansfield, Devaney         | Devaney          | 4:17 |
| 5.  | Carry On (Andy Lewis Remix)                                       | Stansfield, Devaney         | Devaney, Snowboy | 3:49 |
| 6.  | Can't Dance (Snowboy Vintage Funk Remix)                          | Stansfield, Devaney         | Devaney, Hey     | 5:32 |
| 7.  | Picket Fence (Opolopo Mix)                                        | Stansfield, Devaney         | Devaney, Hey     | 5:56 |
| 8.  | Love Can (Snowboy Remix)                                          | Stansfield, Devaney         | Devaney          | 8:36 |
| 9.  | You Can't Deny It (24/7)                                          | Stansfield, Devaney, Morris | Devaney          | 4:22 |
| 10. | The Crown (Cool Million Remix)                                    | Stansfield, Devaney         | Devaney, Mokray  | 4:11 |
| 11. | There Goes My Heart (Heartful Dodger Remix)                       | Stansfield, Devaney         | Devaney          | 6:01 |
| 12. | Can't Dance (Moto Blanco Edit)                                    | Stansfield, Devaney         | Devaney, Hey     | 3:30 |
| 13. | So Be It (Cahill Remix)                                           | Stansfield, Devaney         | Devaney          | 6:09 |
| 14. | There Goes My Heart (Cool Million Remix)                          | Stansfield, Devaney         | Devaney          | 4:40 |
| 15. | Can't Dance (Cool Million 81 Xtended Mix) (digital editions only) | Stansfield, Devaney         | Devaney, Hey     | 6:15 |
| 16. | Can't Dance (Snowboy Club Remix)                                  | Stansfield, Devaney         | Devaney, Hey     | 4:48 |

## Slágerlista
| Slágerlista (2014)                         | Legjobb helyezés |
| ------------------------------------------ | ---------------- |
| Ausztria (Ö3 Austria Top 40)               | 25               |
| Belgium (Ultratop Flandria)                | 133              |
| Belgium (Ultratop Vallónia)                | 111              |
| Csehország (ČNS IFPI Albums Top 100)       | 32               |
| Franciaország (SNEP)                       | 188              |
| Németország (Offizielle Top 100)           | 13               |
| Egyesült Királyság (Scottish Albums)       | 45               |
| Svájc (Schweizer Hitparade Top 100 Albums) | 42               |
| Egyesült Királyság (UK Albums Chart)       | 13               |

## Kiadási előzmények
| Régió              | Dátum              | Label       | Formátum   | Katalógus                                                           |
| ------------------ | ------------------ | ----------- | ---------- | ------------------------------------------------------------------- |
| Európa             | 2014. január 31.   | Edel        | CD         | 4 029759 090427 (standard edition) 4 029759 090472 (deluxe edition) |
| Egyesült Királyság | 2014. február 10.  | Monkeynatra | CD         | 5 037300 786155 (standard edition) 5 037300 786605 (deluxe edition) |
| Egyesült Királyság | 2014. május 5.     | Monkeynatra | LP         | 5 037300 789422                                                     |
| Europe             | 2014. augusztus 1. | Edel        | LP         | 4 029759 096344                                                     |
| Egyesült Királyság | 2014. október 20.  | Monkeynatra | 2CD Seven+ | 5 037300 793092                                                     |
| Európa             | 2014. október 31.  | Edel        | 1CD Seven+ | 4 029759 099215                                                     |